# André Milhaud
André Milhaud war ein französischer Autorennfahrer.

## Karriere
André Milhaud war einer der Rennfahrer, die beim ersten 24-Stunden-Rennen von Le Mans der Motorsportgeschichte am Start waren. 1923 fuhr er gemeinsam mit Pierre Malleveau einen Werks-Georges-Irat an die 29. Stelle der Gesamtwertung.

## Statistik

### Le-Mans-Ergebnisse
| Jahr | Team                     | Fahrzeug          | Teamkollege      | Platzierung | Ausfallgrund |
| ---- | ------------------------ | ----------------- | ---------------- | ----------- | ------------ |
| 1923 | Automobiles Georges Irat | Georges Irat 4/A3 | Pierre Malleveau | Rang 29     |              |